# Havredryck

Havredryck i en ekologisk stormarknad i Tyskland.

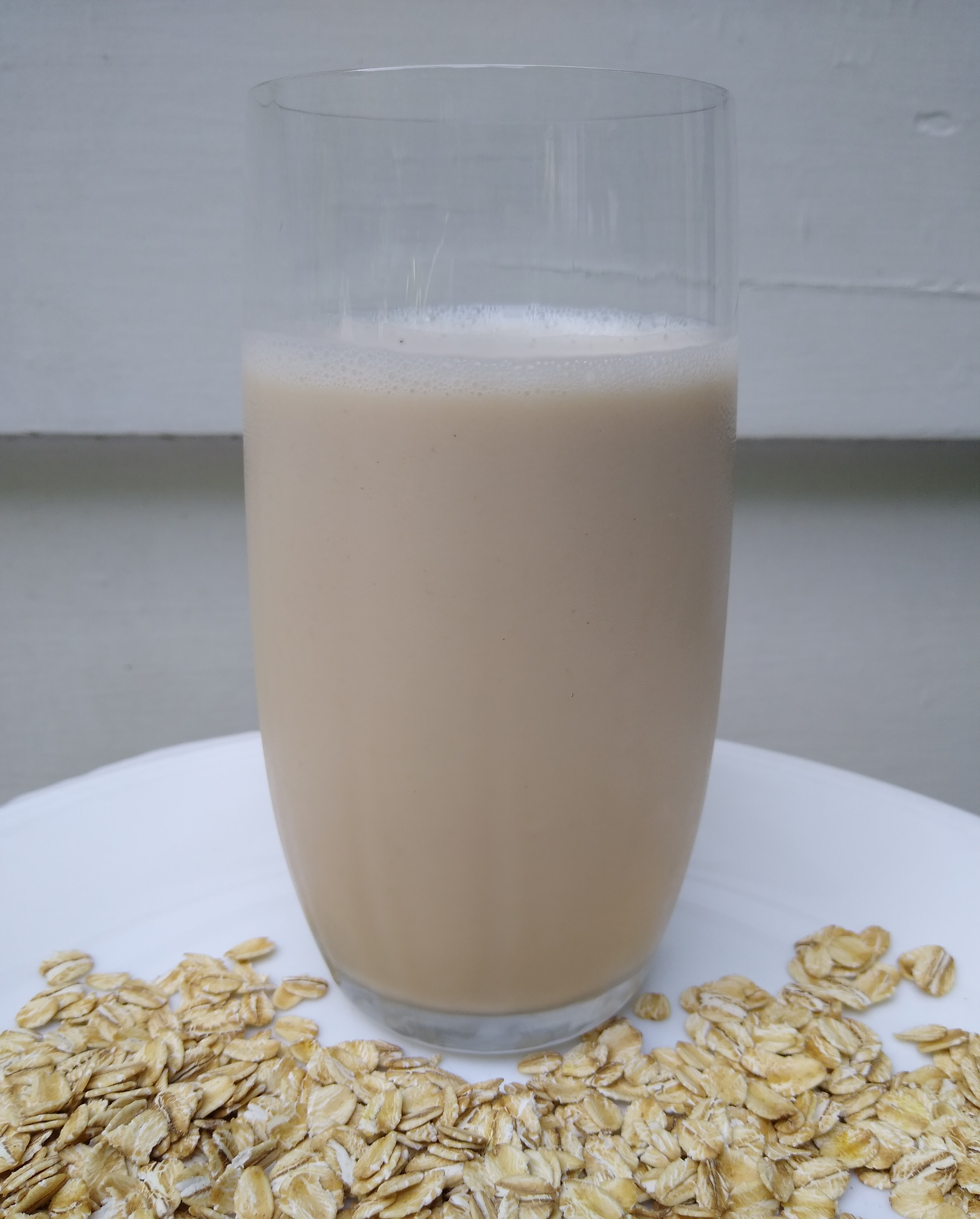
Ett glas med havredryck.

Havredryck är en dryck som huvudsakligen består av mald havre uppblandad med vatten. Dess vithet gör att den också kallats havremjölk fast den är helt fri från mjölk och laktos, och den används som mjölkalternativ av mjölkallergiker och veganer. Inom EU är det uttrycket dock förbjudet att användas i marknadsföring, då ”mjölk” är reserverat för mejeriprodukter.

## Tillverkning
Havredryck tillverkas genom att havreflingor och vatten blandas och mals. I processen tillsätts sedan ett antal naturligt förekommande enzymer, bland annat amylas om drycken ska få sötning via maltos.
Den mjölkliknande konsistensen fås genom att de olösliga fibrerna (kli) tas bort. För att få en slät och jämn konsistens homogeniseras blandningen i slutprocessen.

## Näring, hälsa och miljö
Havrens näringssammansättning är väl balanserad och fettet i havren är av den nyttiga sorten. Havre har även en dokumenterad kolesterolsänkande effekt hos vissa individer tack vare de vattenlösliga fibrerna betaglukaner
I många – men inte alla – havredrycker ingår sockerarten maltos, framställd genom att delar av havrens stärkelse mältas. Sötningen (som även görs i bland annat många sojadrycker och i någon mån motsvarar det innehåll av laktos som finns i komjölk) har kritiserats av förespråkare för osötade måltidsdrycker. Samtidigt har vissa havredrycker utan tillsatt maltos kritiserats för mer intetsägande smak.
Havredryckproducenten Oatly har uppmärksammats för sin marknadsföring, där de hävdat hälsofördelar jämfört med komjölk. Det är ett ställningskrig mot Lantbrukarnas riksförbund och komjölkproducenten Arla, som i sin tur hävdat att Oatly nedvärderar komjölk respektive att komjölk är nyttigare. Forskning styrker att både havredryck och komjölk har hälsofördelar, men eftersom havredryck är ett förhållandevis nytt livsmedel saknar den forskning kring långtidseffekter på kroppen och hälsan. Ett högt eller lågt näringsinnehåll i en dryck behöver i sig inte innebära att produkten är bättre eller sämre för kroppen än en annan, eftersom det behöver sammanställas tillsammans med vad annan intagen kost innehåller. Inte heller är det någon självklar skillnad i miljöpåverkan mellan dryckerna. Det som tydligast har konstaterats är att de miljömärkta dryckerna ger mindre miljöpåverkan än de konventionella, oavsett om det är havredryck eller komjölk.
År 2025 presenterade danska forskare en ny studie kring tio typer av växtbaserade drycker från olika tillverkare, däribland havredryck. Det konstaterades att de växtbaserade dryckerna i allmänhet hade sämre innehåll av protein och essentiella aminosyror än komjölk. Många växtbaserade drycker UHT-behandlas för att döda bakterier och kunna förvaras i rumstemperatur. Då uppstår en maillardreaktion som påverkar näringsvärdet negativt. I havre- och mandeldryck bildas även små mängder akrylamid i tillverkningsprocessen. Det är dock inget som utgör några hälsorisker, under förutsättning att man varierar sin kost. Näringsfysiologen Ingrid Larsson vid Sahlgrenska Universitetssjukhuset, ansåg vid tidpunkten att det inte fanns några skäl att välja bort komjölk för växtbaserade alternativ enbart ur hälsoaspekt.

## Historia
Havredryck skapades under 1990-talet av den svenske livsmedelsforskaren Rickard Öste vid Lunds universitet. Den baserades på forskning kring laktosintolerans och hållbara livsmedel. När han grundade företaget Ceba Foods 1994 (som senare blev Oatly Group) fanns dock inget större intresse för havredryck. Istället var det en annan tillverkare som var först med att sälja havredryck till konsumenter.
I flera kontinentaleuropeiska och nordamerikanska länder förekommer produktion och försäljning av havredrycker. Havredrycksexpansionen har dock kommit längst i de traditionellt havrekonsumerande (som bland annat gröt, flingor och välling) länderna Sverige och Finland.

### Sverige
Ica var först ut i Sverige med att sälja havredryck under namnet Solhavre, vilken lanserades 1997. Även Coop och Lantmännen Cerealia (varumärket "GoGreen") tillverkar havredrycker. Den största svenska producenten av havredrycker och andra havrebaserade produkter är dock Oatly som har sin tillverkning i Landskrona och i Tyskland.
När marknaden växte för havredrycker har under 2010-talet även Axfood och Fazer (via varumärkena "Garant" respektive "Yosa") lanserat ett antal produkter.